# Nation crie de Mistissini
La Nation crie de Mistissini, dont le nom officiel est Cree Nation of Mistissini (ᒥᔅᑎᓯᓃ en cri), est une Nation crie au Canada. Elle vit principalement dans le village cri de Mistissini et possède également la terre réservée crie du même nom dans le Nord-du-Québec. En 2016, elle a une population inscrite de 3 964 membres. La nation est en négociation avec le gouvernement du Canada afin d'obtenir son autonomie gouvernementale.

## Démographie
Les membres de la Nation de Mistissini sont des Cris. En octobre 2016, la bande avait une population inscrite totale de 3 964 membres dont 241 vivaient hors réserve. Selon le recensement de 2011 de Statistiques Canada, la nation a une population de 4 125 personnes dont 230 ne sont pas des Indiens inscrits. Elle était de 3 500 selon le recensement de 2006. Toujours selon le recensement de 2011, l'âge médian de la population est de 25,1 ans.

## Géographie
Le siège du conseil de bande de la Nation de Mistissini est située dans le village cri de Mistissini à l'extrémité sud-est du lac Mistassini, le plus grand lac d'eau douce du Québec, dans la région du Nord-du-Québec. C'est aussi là que vit la grande majorité de sa population. Le village est situé au centre de la réserve faunique des Lacs-Albanel-Mistassini-et-Waconichi, la plus grande réserve faunique du Québec. D'ailleurs, la Nation crie de Mistissini a la pleine gestion de cette réserve faunique. Les villes importantes situées les plus près sont Chibougamau, Rouyn-Noranda et Val-d'Or.
En plus du village, la bande a également une terre réservée crie, également nommée Mistissini, de 763,1 km2. La terre réservée est de juridiction fédérale tandis que le village est de juridiction provinciale. En fait, le village et la terre réservée font partie du territoire d'Eeyou Istchee, la portion du territoire de la province de Québec réservée aux Cris, qui est administré par le gouvernement de la nation crie. Mistissini est la plus grande des communautés cries de la Jamésie.

## Histoire
Au début des années 1800, l'emplacement actuel du village de Mistissini servait de lieu de campement pour la Nation crie de Mistissini lors de la saison estivale. En effet, les Cris de la région y venaient pour commercer avec le poste de traite de la Compagnie de la Baie d'Hudson. D'autres compagnies telle que la Compagnie du Nord-Ouest ainsi que de nombreux commerçant de fourrure s'étaient également établis dans la région à la même époque.

## Langues

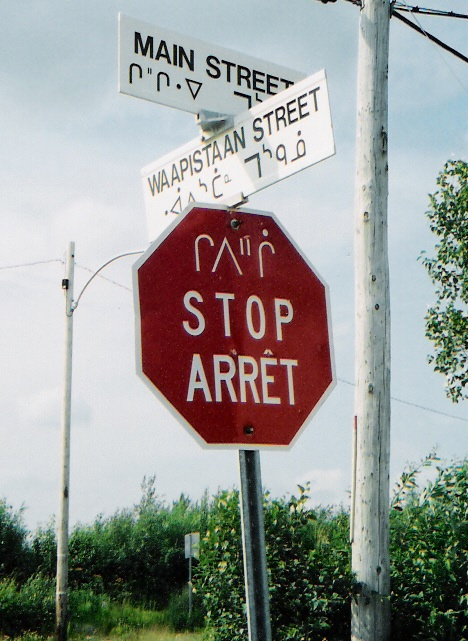
Signalisation routière trilingue à Mistissini, cri, anglais et français, les trois langues principales de la nation

La langue des Cris est le cri. Selon le recensement de 2011 de Statistiques Canada, sur une population totale de 4 120 personnes, 93,3 % connaissent une langue autochtone. Plus précisément, 88,7 % ont une langue autochtone encore parlée et comprise en tant que langue maternelle et 91 % parlent une langue autochtone à la maison. En ce qui a trait aux langues officielles, 25,7 % de la population connaissent les deux, 62,6 % connaissent seulement l'anglais et 1 % connaissent seulement le français.

## Gouvernement
La Nation crie de Mistissini est gouvernée par un conseil de bande élu selon le système d'élection des Cris et des Naskapis selon la Loi sur les Cris et les Naskapis du Québec. Pour le mandat de 2014 à 2018, ce conseil est composé du chef Richard Shecapio, du vice-chef Gerald Longchap et de sept conseillers.